# Chiesa di San Pietro (Reggio Emilia)
La chiesa di San Pietro è un luogo di culto cattolico situato in via Emilia San Pietro, nel centro storico di Reggio Emilia. La chiesa è sede della parrocchia di Santi Pietro Apostolo e Prospero Vescovo del vicariato Urbano della diocesi di Reggio Emilia-Guastalla.

## Storia

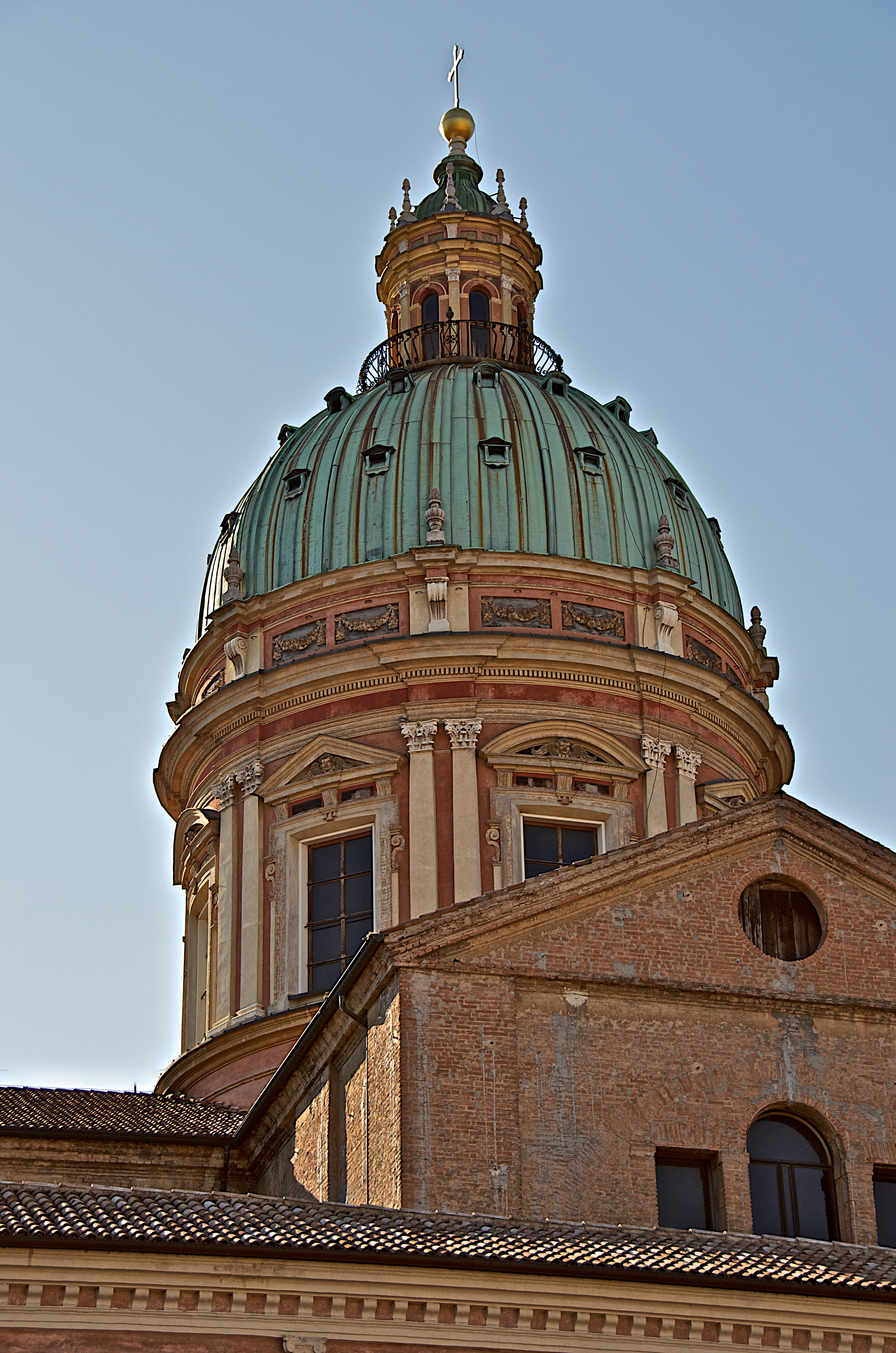
La cupola.

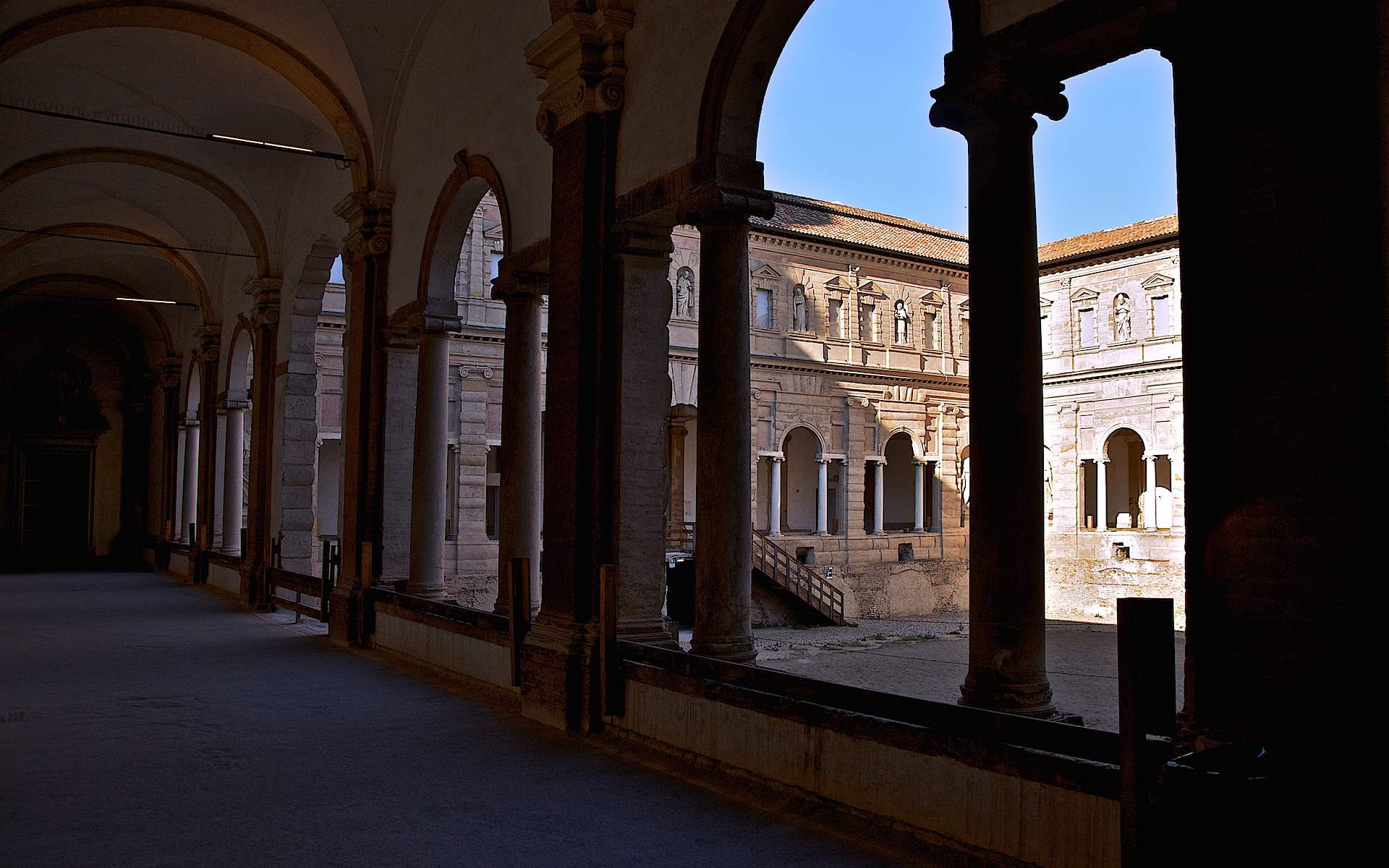
Il Chiostro grande.

La chiesa fu costruita a partire dal 1586, su progetto di Giulio della Torre, architetto di Bologna, con modifiche apportate successivamente da Sebastiano Sorina. Nel 1629 venne eretta la grandiosa cupola, disegnata dal reggiano Paolo Messori; nel 1782 la costruzione della facciata concluse la lunga vicenda dell'edificazione della chiesa.
Essa sorge, peraltro, in un luogo nel quale già in epoca molto più antica si levava un edificio di culto: la chiesa di San Pietro, attestata dal 1140. Questa nel 1513 venne ceduta ai benedettini, il cui antico monastero di San Prospero, a ridosso delle mura della città, era stato fatto abbattere nel 1510 per scopi militari dal duca Alfonso I d'Este, signore di Ferrara, Modena e Reggio.
I monaci intrapresero quindi innanzi tutto la costruzione, accanto alla chiesa, del nuovo monastero dei santi Pietro e Prospero, potendo contare su cospicui mezzi materiali e con una notevole apertura di idee. Furono consultati diversi esperti architetti, e si finì con lo scegliere il progetto del reggiano Leonardo Pacchioni.
Nel 1524 era compiuta la prima parte dell'opera, consistente nel Chiostro piccolo, di chiara impronta rinascimentale nell'eleganza del suo colonnato.
Verso il 1580 i lavori ripresero nel Chiostro grande, chiaramente influenzato nella sua progettazione dal modello di Palazzo Te a Mantova (disegnato da Giulio Romano).
Solo a questo punto la vecchia chiesa di San Pietro di età medievale fu sostituita dalla nuova chiesa, più grande e ornata, in armonia col nuovo complesso del monastero benedettino, che è tuttora un'importante testimonianza della cultura emiliana del Rinascimento e del Manierismo.

## Descrizione
La chiesa presenta un impianto ad aula, secondo i dettami architettonici della Controriforma. L'interno è assai vasto, illuminato soprattutto dalle grandi finestre del presbiterio e della cupola.
Una ricca decorazione barocca, con stucchi e dorature, si integra armonicamente con l'architettura; da notare ai lati del presbiterio le due cantorie, una delle quali ospita un pregevole organo di Domenico Traeri (1712): esse sono affiancate da colonne tortili che rimandano con evidenza all'Altare della Confessione nella romana Basilica di San Pietro. 
Le numerose cappelle laterali sono ornate da quadri di soggetto devozionale, di differente interesse e valore artistico. Sono notevoli i quadri di Luca Ferrari che rappresentano il Battesimo di Gesù e le Nozze di Cana. In chiesa è anche un Martirio dei Santi Pietro e Placido di Paolo Emilio Besenzi, del 1648.
Da notare i dipinti del Novecento in stile tardo Liberty, opera del reggiano Anselmo Govi, che ornano la cupola e il catino absidale.

## Galleria d'immagini

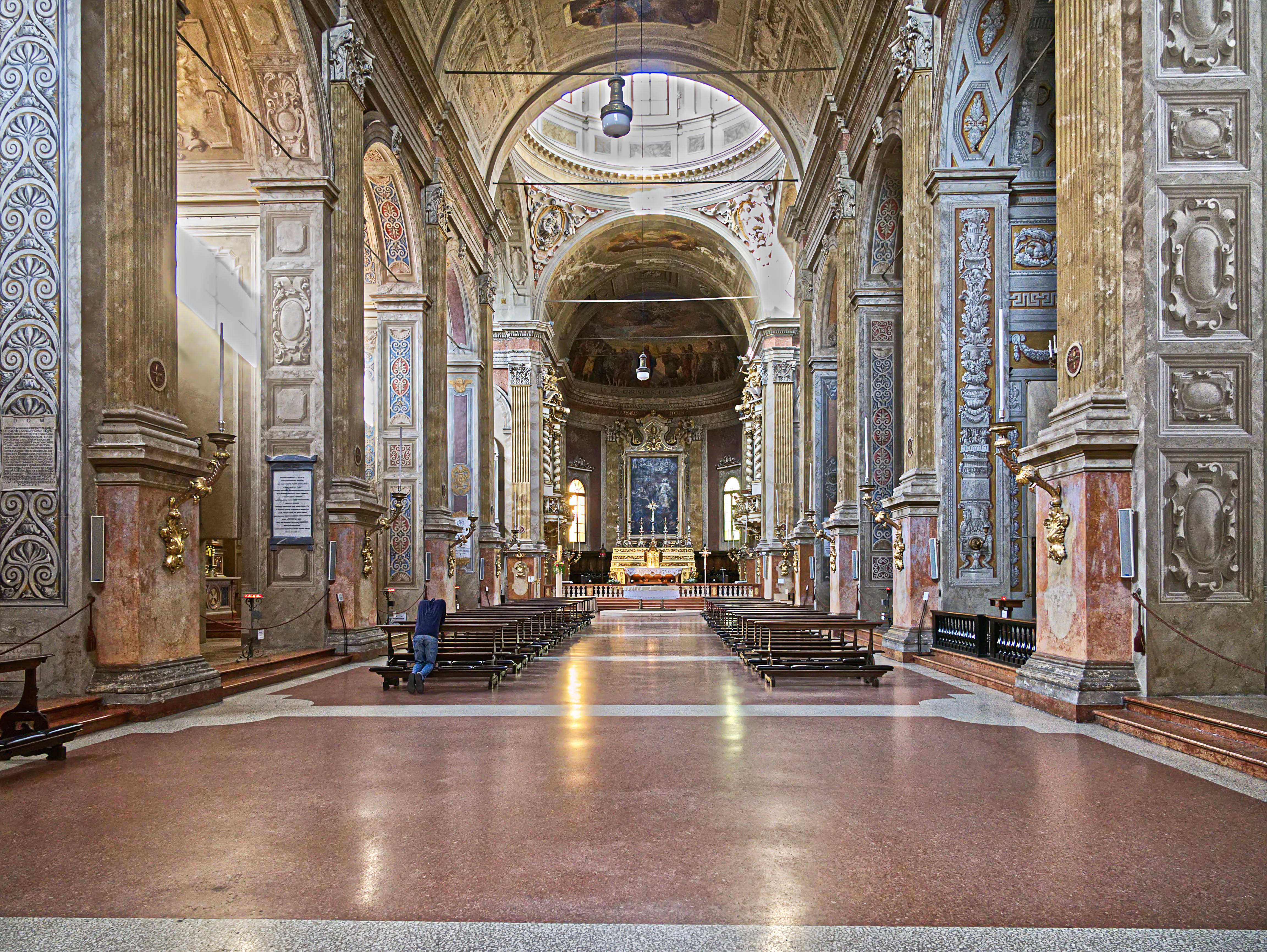
Interno
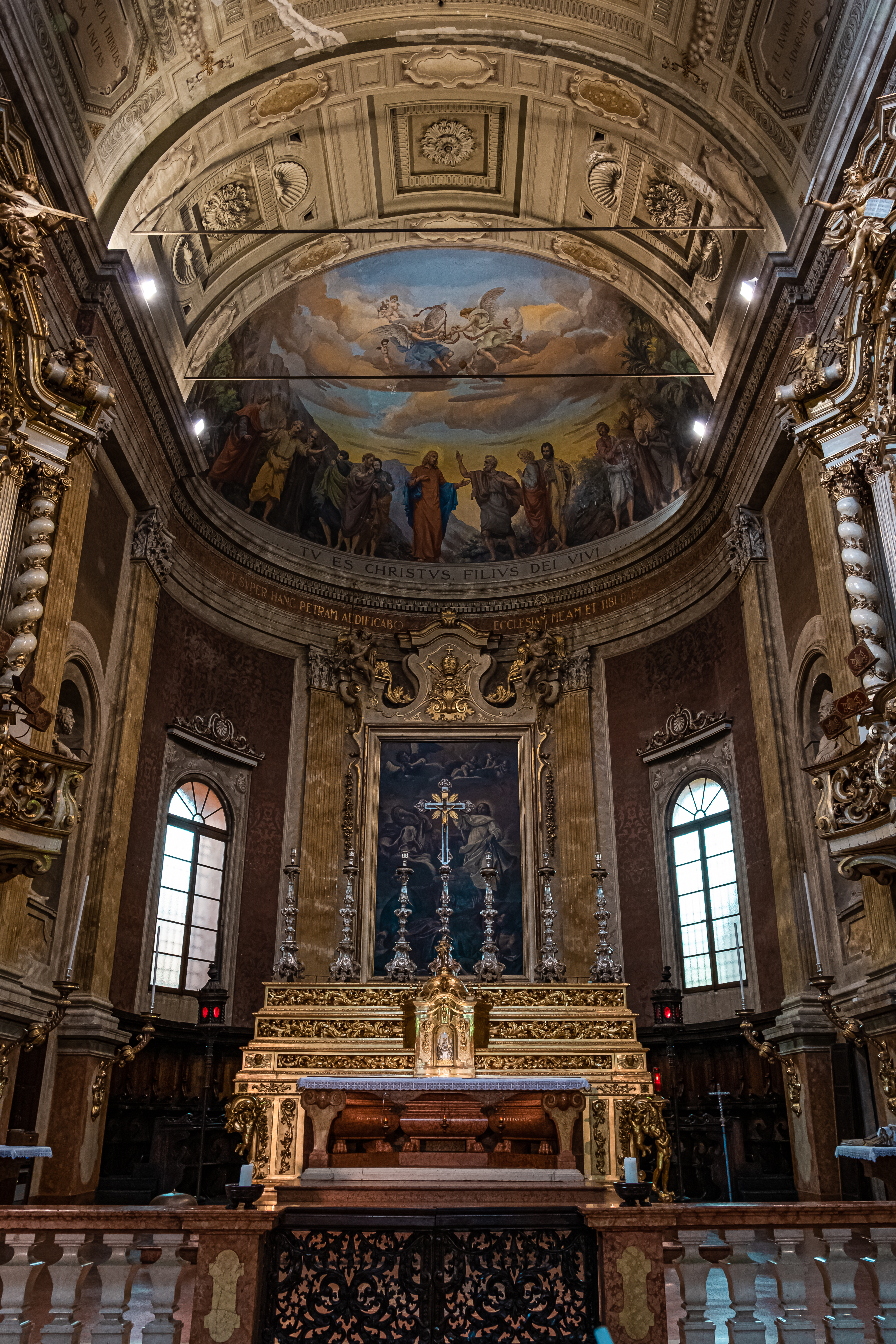
Presbiterio
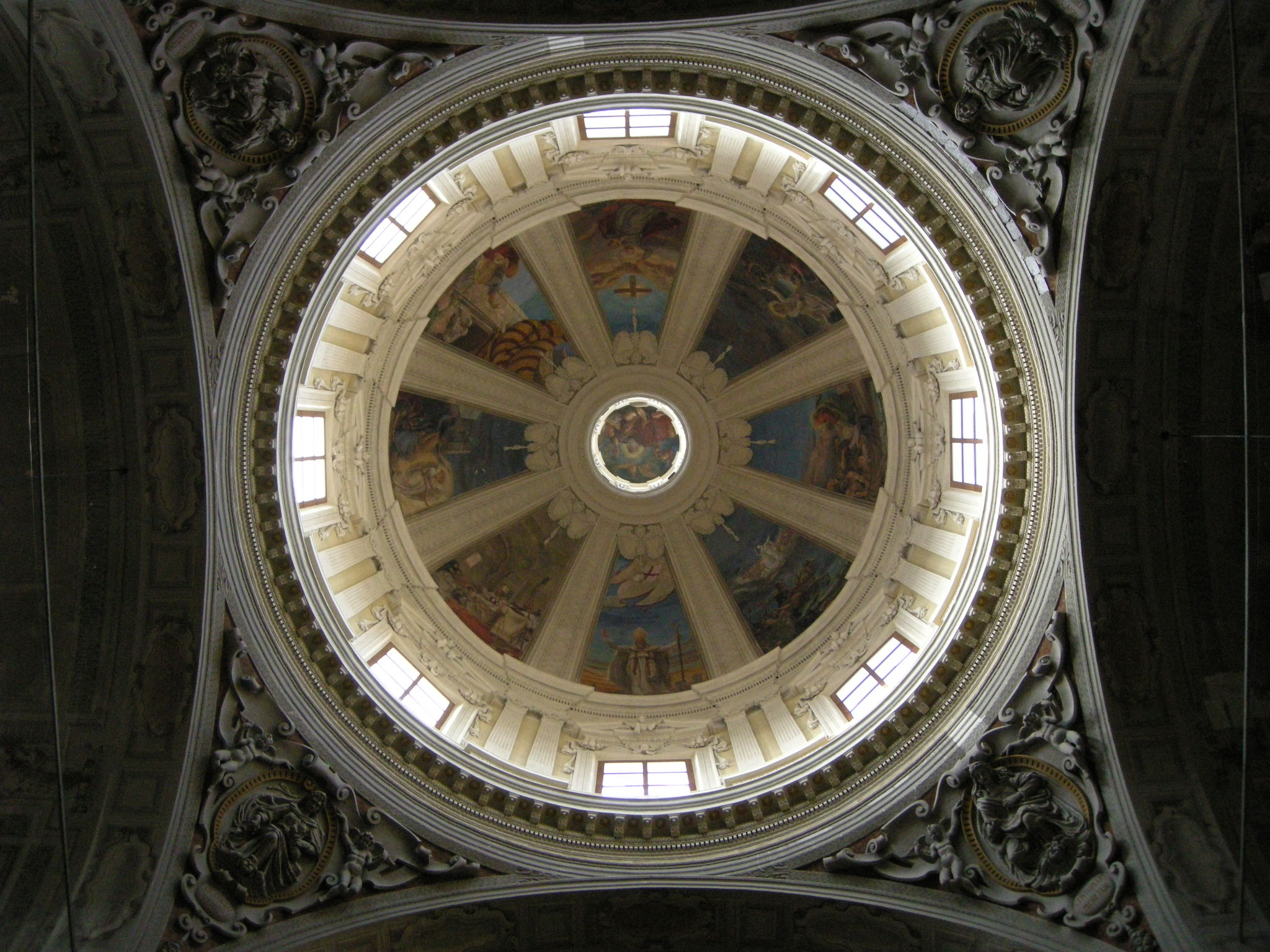
Cupola vista dall'interno